# Partenariat public-privé
Pour les articles homonymes, voir PPP et P3.
Le partenariat public-privé (PPP, ou parfois P3)  est « un contrat administratif global , qui autorise une personne publique - ou une personne privée chargée d'une mission de service public - à confier à un tiers une mission globale incluant, d'une part le financement d'un ouvrage, sa construction ou sa transformation, d'autre part son entretien, son exploitation, sa maintenance, sa gestion ». 
Le partenaire privé reçoit en contrepartie un paiement du partenaire public ou des usagers du service qu'il gère. Ce mode de financement est présent dans de nombreux pays sous des formes variées.
Ces contrats de « partenariat public-privé » se sont répandus dans le monde en s'inspirant des contrats d'initiative de financement privé (en), en anglais private finance initiative, apparus en Grande-Bretagne depuis 1992 ; contrats dont se sont inspirés de nombreux pays. Un exemple typique de partenariat public-privé consiste pour un entrepreneur privé à construire un hôpital public dont il gérera ensuite les activités non médicales.
Censés être utilisés pour améliorer la qualité du service rendu lorsqu'un État ou une collectivité territoriale ne dispose en interne de l'ensemble des compétences nécessaires à la réalisation rapide d'un projet, et pour lisser la charge financière en transformant un investissement en dépense de fonctionnement correspondant aux loyers à payer, ces contrats dans de nombreux cas se sont avérés trop rigides eu égard aux besoins, et surtout, très coûteux pour les finances publiques, au point qu'en France le Conseil constitutionnel puis le Sénat s'en soit alarmés, parlant d'une « bombe à retardement ».

## Une formule soutenue par certaines organisations internationales
L'importance de la dette publique dans certains États occidentaux les pousse à se tourner de plus en plus vers la formule des partenariats public-privé, lesquels ne sont pas comptabilisés dans cette dette même lorsque le contrat oblige la puissance publique à verser un loyer sur de très longues durées et sans possibilité de sortie anticipée. Le message est soutenu depuis plusieurs années par la Banque mondiale comme l'OCDE sans oublier la Banque européenne d'investissement.
Ce mode de financement a été critiqué par certains auteurs. Selon eux, ces mécanismes seraient nuisibles à la démocratie et n'apporteraient pas de réel bénéfice en matière de coût ou d'efficacité de gestion. Il ne serait selon eux qu'un moyen d'imposer une idéologie et de camoufler la dette publique.
Dans un forum de mai 2007, les experts invités évoquaient à l'horizon 2030 le rôle croissant des fonds de pension au regard d'une puissance publique qui finance de moins en moins ses infrastructures. Les détracteurs de ce système font valoir que le PPP n'est ni plus ni moins qu'un montage financier permettant de dissimuler aux instances de contrôle (institutions internationales, marchés financiers) une partie de la dette publique, notamment dans la zone euro où les critères de convergence plafonnent celle-ci à 60 % du PIB. C'est le principe de la dette cachée.
Dans les pays en développement, les systèmes de distribution d’eau de nombreuses grandes villes d’Amérique latine, d’Afrique et d’Asie ont au XIXe siècle été financés, construits et exploités par des investisseurs privés étrangers qui en étaient propriétaires. Faute de régulation contractuelle adaptée, ces opérateurs privés ont souvent fini par abuser de leur situation de monopole, ce qui a débouché sur un vaste mouvement de nationalisation sur tous les continents. À la fin des années 1980, ils avaient disparu du monde en développement. C’est d’Amérique latine (et surtout Buenos Aires) qu’est véritablement venue l’impulsion, au début des années 1990. Les améliorations réalisées par le concessionnaire dans ses premières années d’exploitation ont créé une forte dynamique, qui a conduit à la signature de nombreux contrats sur tous les continents. Entre 1991 et 2000, la population desservie par des opérateurs privés dans les pays en développement et dans les pays en transition a connu une augmentation régulière, passant de 6 millions à 96 millions, tandis que le nombre de pays dans lesquels des projets de partenariats public-privé étaient actifs dans le secteur de l’eau passait de 4 à 38. Depuis 2001, la plupart des nouveaux contrats de partenariats public-privé ont été attribués à des opérateurs privés originaires de pays en développement.

## Différence entre PPP et privatisation
La différence majeure est que dans le cas d'une privatisation, le projet et la gestion sont gérés de façon totalement autonomes par l'intervenant extérieur,  qui définit les moyens à mettre en place et en assume les risques ; dans le cas du PPP, l'État ou la collectivité territoriale conservent un rôle prépondérant dans l'initiative et la détermination du projet, avec toutefois des rigidités ultérieures à la signature du contrat pour adapter l'outil au besoins. .
Aux Philippines, il existe quelques cas de contrat prévoyant que l'État conserve la propriété des biens, mais c'est une exception.

## Monde
En 2012, le marché des partenariats public-privé dans le monde pour des projets d'un montant supérieurs à 20 millions de dollars a représenté 86 milliards de dollars (66 milliards d'euros), soit moins de 5 % du marché de la construction.
Sur ces 86 milliards, une part non négligeable représente des adjudications comprenant des actifs existant et en exploitation, notamment des aéroports au Brésil. L'Europe compte pour 22 milliards, les États-Unis et le Canada 14 milliards,, l’Amérique Latine 22 milliards et l'Asie 28 milliards. Bon an mal an, depuis 10 ans, le marché des PPP adjugés et donnant lieu à travaux oscille entre 50 et 70 milliards de dollars.
En 2012, l'Europe, malgré la France et le Royaume-Uni qui en restent de fervents promoteurs, le marché n'a été que de 22 milliards, alors qu'il était de 35 il y a quelques années. Les États-Unis se sont réveillés avec 6,5 milliards alors qu'ils étaient pratiquement à zéro en 2011, l'Asie/Océanie s’éveille avec 28 milliards dont 10 en Turquie, 5,6 en Inde, 5,1 en Australie et 3,9 en Chine. À la suite de grosses difficultés, le marché Australien risque de rester inerte pour les 3 ans qui viennent.
Les pays les plus actifs actuellement sont le Canada avec 7,4 milliards et le Brésil avec 22,5 milliards (dont la moitié pour des aéroports existants). En Amérique Latine, les pays dynamiques sont le Brésil, la Colombie, le Pérou et le Chili. En Asie, ce sont la Turquie, l'Inde, et les Philippines, la Corée étant un marché notable mais pratiquement fermé. Les autres pays d'Asie développent leur cadre juridique, et cela sera long.
Les partenariats public-privé sont applicables à la privatisation de projets existants (Brownfields) ou au développement de nouveaux projets (Greenfields).
Les partenariats public-privé peuvent collecter leurs revenus directement de l'État (Availability Payment) ou de la collecte de péages (Demand Risk).
Les partenariats public-privé sont l'outil de prédilection pour doter un pays d'infrastructures, à condition que les infrastructures soient réellement indispensables à la vie des habitants, que le cadre juridique existe au plus haut niveau de l'État, et que le pays jouisse de stabilité civile chère aux prêteurs. Compte tenu de la très longue relation (plusieurs dizaines d’années) qui va se construire entre les sponsors (développeurs et investisseurs), l'État et les banques, les partenariats public-privé ne peuvent être viable qu'en l'absence de corruption. Enfin, les PPP concernent principalement les pays pauvres, car si le pays dispose des fonds nécessaires au développement de ses infrastructures, il n'est pas besoin de monter un schéma de partenariats public-privé , toujours complexe. C'est pour cela que les PPP dans les pays du golfe sont encore rares.

## Europe

### Union européenne
Le droit communautaire ne régit pas les partenariats public-privé en tant que tels, ni ne les définit, mais s'applique néanmoins à ceux-ci en tant que marchés publics ou que concessions.
La Commission européenne distingue les partenariats publics-privés dits « institutionnalisés » (PPPI), qui opèrent au travers de l'établissement d'une entité à capital mixte, des PPP dits « contractuels » (PPPC), qui se fondent uniquement sur des liens contractuels.
En 2004 selon une décision d'Eurostat, les actifs liés à un PPP sont à considérer comme actifs non publics et ne sont donc pas enregistrés dans le bilan des administrations publiques (ni n'entrent en ligne de compte en matière de déficit ou de dette publique) pour autant que le partenaire privé supporte 1°) le risque de construction, 2°) le risque de disponibilité ou celui lié à la demande.
En mai 2008, le dernier Rapport Besson illustre le développement de cette formule outre au Royaume-Uni mais aussi en Espagne et en Italie comme outil de la commande publique. La France en deviendra aussi un des premiers utilisateurs en Europe.
En 2018, la Cour des comptes européenne, à la suite d'un audit de 12 PPP cofinancés par l’UE (de 2000 à 2014, en France, en Grèce, en Irlande et en Espagne) conclut que les partenariats public-privé (souvent encensés par les politiques en Europe), présentent de nombreuses lacunes, des avantages limités, et souvent de graves dérives. Les dossiers analysés représentaient 9,6 milliards d’euros dont 2,2 milliards venant de l’UE, parmi un total de 5,6 milliards d’euros engagés sur la période par l’UE pour 84 projets en PPP. Presque tous les projets audités ont connu des retards (de 2 à 52 mois) et le surcout a été de près de 1,5 milliard d’euros (supportés par des partenaires publics et le contribuable et non par le privé).

### France
Les PPP au sens strict représentent une famille de contrat faisant intervenir des prestataires privés dans le financement et la gestion d'ouvrage pour le compte de la personne publique. Les contrats de partenariat sont une forme de PPP particulièrement aboutie et créés par ordonnance du 17 juin 2004. S'il n'est pas la première forme de contrat conduisant à un partenariat, au sens large, entre le public et le privé, l'usage du terme « partenariat public-privé » pour désigner ces seuls contrats s'est imposé bien qu'elle soit juridiquement inexacte.
Néanmoins, d'autres formes de contrats existaient auparavant conduisant à une certaine forme de partenariat. Ainsi, les concessions qui ont toujours eu cours dès l'Ancien Régime ont permis à la France de se doter de ses premières infrastructures publiques telles le canal du Midi ou la modernisation d'infrastructures urbaines comme à Paris sous le Second Empire sous l'impulsion du baron Haussmann. Le canal de Craponne, construit par Adam de Craponne à partir de 1554, est considéré comme le premier ouvrage partenarial entre un prestataire privé et l'État.
En droit contemporain, c'est la loi d'orientation et de programmation pour la sécurité intérieure du 29 août 2002 qui a relancé ce mode contractuel en autorisant l'État à confier au secteur privé la construction et la maintenance d'immeubles utilisés par la police, la gendarmerie ou la défense nationale. La justice et le secteur hospitalier ont suivi avant que ce régime fasse l'objet d'un régime général à travers les contrats de partenariat.
On assimile généralement les contrats publics suivants au PPP contractuel :
- les conventions comportant une Autorisation d'occupation temporaire (AOT) ;
- Les conventions liées à une opération d'intérêt national (OIN) telle la Convention de 1987 avec Disney ;
- les baux emphytéotiques administratifs (BEA) ;
- et enfin le « dernier né », le contrat de partenariat (CDP).

Au sens strict, les PPP qui permettent un investissement public soutenu par un partenaire privé se limitent aux concessions, AOT, BEA et CDP car le partenaire privé n'est pas un simple exécutant de la commande publique comme c'est le cas lorsqu'il est titulaire d'un marché public.
En janvier 2008, un bilan du ministère de l'Économie et des Finances évoque un enjeu économique de 10 milliards d'euros pour les PPP (dont 7,2 milliards pour les contrats de partenariat).
En 2011, le « nouveau programme immobilier pénitentiaire » du ministère de la Justice prévoit la réalisation de vingt-cinq nouveaux établissements pénitentiaires, tous devant être construit après une mise en concurrence selon le mode du PPP, selon l'annonce faite par le garde des Sceaux de l'époque, Michel Mercier. Cette disposition a depuis été remise en cause par son successeur, Christiane Taubira[réf. nécessaire].
Le 16 juillet 2014, la commission des lois du Sénat publie un rapport soulignant les dangers des PPP : ils présentent « plusieurs effets néfastes, notamment pour les générations futures » et constituent « une bombe à retardement budgétaire souvent ignorée par des arbitrages de court terme » ; ils risquent de « rigidifier la dépense publique », en imposant des loyers sur sa durée, provoquant « un effet d'éviction sur les autres dépenses de fonctionnement, parfois pour des projets en maîtrise d'ouvrage publique » ; « le paiement différé est une facilité pour la personne publique qui peut la conduire à surestimer ses capacités d'investissement. De surcroît, au gré de l'exécution du contrat, le coût final du projet peut évoluer, malgré l'évaluation préalable ». Ils représentent « une formule « clés en mains » rassurante, mais aussi infantilisante ». « En concentrant la maîtrise d'ouvrage et la maîtrise d'œuvre entre les mains du partenaire privé, ils conduisent d'une certaine manière à un renoncement par la personne publique à sa compétence de maîtrise d'ouvrage ». Conclus essentiellement avec des grands groupes, ils provoquent un « effet d'éviction des petites et moyennes entreprises et des très petites entreprises ».
En 2015, la Cour des comptes a étudié le cas des PPP signés avec les secteurs pénitentiel et hospitalier. Sur la base de l’analyse de 29 PPP ayant associé des opérateurs privés et des collectivités (souvent pour de l’éclairage public ou la construction d’infrastructures), elle a renouvelé ses réserves sur ce type de contrat, aux coûts mal maitrisés et qui selon elle doit rester dérogatoire.
Fin 2017 cette même Cour des comptes a recommandé au gouvernement de « renoncer à l’avenir » aux partenariats public-privé (PPP) au profit de marchés de conception-réalisation pour la construction de prisons ou de palais de justice.
En France, les entreprises publiques locales incarnent une forme particulière de partenariats public-privé. Elles se déclinent en trois structures juridiques distinctes : les sociétés d'économie mixte (SEM), les sociétés publiques locales (SPL) et les sociétés d'économie mixte à opération unique (SEMOP).

### Royaume-Uni
Le principe du PPP fut mis en place par la Private Finance Initiative (PFI) lancée par le gouvernement conservateur de John Major en 1992. À partir de 1997, les travaillistes développèrent fortement ce mode de gestion, d'abord et particulièrement dans le domaine hospitalier, puis dans l'ensemble du secteur public jusqu'à la Royal Navy.
Aujourd'hui, 10 à 15 % des investissements publics britanniques sont réalisés en PFI. Une étude du National Audit Office a démontré que les projets en mode PFI comparés à ceux réalisés de manière conventionnelle ont généré des bénéfices supérieurs tant en termes de respect du prix convenu que de l'échéancier de livraison des bâtiments. Mais les conséquences d'un tel mode de gestion ne sont finalement pas positives d'un point de vue financier pour le contribuable ou l'usager car les loyers-redevances sont sur la durée très lourds.
Premier secteur concerné par le PFI, les hôpitaux ont désormais de lourdes charges annuelles de remboursement, et les taux d'intérêt des emprunts sont supérieurs aux taux qu'aurait pu obtenir l'État britannique (s'il avait choisi d'utiliser l'emprunt ce qui n'est pas le seul choix possible). Le gouvernement britannique freine désormais ce type d'initiative.

## Asie

### Arabie saoudite
La ligne ferroviaire à grande vitesse La Mecque - Djeddah - Médine (LGV Haramain) a été réalisée sous la forme d'un PPP par le consortium Al Rajhi.

## Afrique

### Algérie
En Algérie, plusieurs projets ont été effectués dans le cadre de PPP, notamment plusieurs projets de création de station de dessalement d'eau de mer, à savoir : la station de dessalement du Hamma.

## Critiques et dérives

### France
Un article du journal Libération qui évoque le projet du déménagement du palais de justice de Paris pointe le déséquilibre qu'il y aurait dans le partage des risques entre la personne publique et la personne privée. Il pointe aussi le fait qu'en cas de rupture du contrat, une indemnisation de 160 millions d'euros serait versée au groupe Bouygues.
En 2009, Philippe Seguin, dans un rapport de la Cour des comptes, faisait état d'un surcoût de 41 % pour les contribuables concernant le centre des archives diplomatiques du ministère des affaires étrangères, et comparait les dangers du PPP à ceux du crédit revolving pour les ménages, indiquant que « L'État a fait preuve, dans toutes ces opérations, d'une myopie coûteuse ».
En 2014, un rapport du Sénat pointe tout un ensemble de difficultés. En  premier lieu, ces contrats sont établis sans évaluer les coûts futurs et la supportabilité des charges financières futures. Les avantages financiers attendus ne se sont pas concrétisés,  avec des clauses quelquefois très complexes menant in fine au doublement des charges attendues.   D'autre part, les contrats confiés généralement à de grands groupes de construction ne bénéficient pas, ou qu'en petite partie, à l'économie locale, avec des PME qui ne participent que comme sous-traitants, avec des conditions « à prendre ou à laisser  », sans marge de négociation.  Le traitement global d'un projet dans le cadre d'un PPP ne permet pas d'optimiser chacune de ses composantes et constitue un facteur de surcoût. Ces contrats induisent par ailleurs une rigidité financière sur le long terme,  aucun arbitrage n'étant possible une fois figés les conditions d'exploitation  et de maintenance.
Début mars 2018, le groupe Attac France publie un billet au sujet des Partenariats-Publics-Privés dans le ferroviaire en s'appuyant sur les révélations du Canard Enchainé et des Echos ; comme l'article de Libération à propos du déménagement du palais de justice, le même déséquilibre dans le partage des risques est constaté, excessivement favorable à Vinci (4,5 % de l’addition finale); de surcroit, ce billet dénonce le fait que ce contrat organiserait la socialisation des éventuelles pertes et la privatisation des bénéfices au profit des actionnaires.
En mars 2018, un article de la Gazette Des Communes s'appuie sur le rapport spécial n°9 de la Cour des Comptes Européenne de 2018  pour souligner des retards, de fortes augmentations de coûts dans de nombreux montages de PPP.
Ce rapport de la Cour des comptes européenne va jusqu'à demander à cesser de recourir aux PPP "tant que les problèmes relevés n’auront pas été résolus et que les recommandations suivantes n’auront pas été mises en œuvre avec succès"